# Cotana castaneorufa
Cotana castaneorufa är en fjärilsart som beskrevs av Rothschild 1917. Cotana castaneorufa ingår i släktet Cotana och familjen Eupterotidae. Inga underarter finns listade i Catalogue of Life.